# Slaven Skeledžić
Slaven Skeledžić (* 15. November 1971 in Vareš, SR Bosnien und Herzegowina, SFR Jugoslawien) ist ein deutscher Fußballspieler und -trainer.

## Karriere als Trainer
Nach Ende seiner Spielerkarriere wurde Skeledžić 1999 Jugendtrainer bei Eintracht Frankfurt, zunächst als Co-Trainer der U-19, ab 2005 als Cheftrainer der U-17 und später der U-19. Im Jahr 2011 verließ der staatlich geprüfte Fußball-Lehrer Eintracht Frankfurt und wechselte zum FC Hansa Rostock. Dort erhielt er einen Einjahresvertrag und trainierte mit dem Ziel des sofortigen Wiederaufstiegs die aus der B-Junioren-Bundesliga in die Regionalliga abgestiegene U-17 der Mecklenburger. 2012 wechselte er in gleicher Funktion zu Hannover 96, wo er bis 2013 tätig blieb. 2014 kehrte er zurück nach Hessen und übernahm die Zweite Mannschaft des FSV Frankfurt.
Am 26. Februar 2015 wurde Skeledžić als Trainer der afghanischen Fußballnationalmannschaft vorgestellt. Aufgrund von schwachen Ergebnissen in der Qualifikation zur WM 2018 wurde er zum 31. Oktober 2015 von seinen Aufgaben entbunden. Sein Nachfolger wurde Petar Šegrt.